# .shop
.shop is een generiek topleveldomein (gTLD) in het Domain Name System van het internet voor online winkels. Het wordt uitgesproken als 'dot-shop'. Sinds 2016 is deze domein extensie beschikbaar voor het registreren van domeinnamen. Het behoort net als .amsterdam, .online en .app tot de nieuwere generatie topleveldomeinen.